# Jacob Fatu
Jacob Fatu (* 18. dubna 1992 Sacramento) je americký profesionální wrestler samojského původu, v současnosti působící ve společnosti WWE, kde vystupuje v show SmackDown. Je známý jako člen samojského wrestlingové rodiny Anoa’i a bývalý dlouhodobý šampion Major League Wrestling (MLW). V roce 2025 debutoval v hlavním rosteru WWE během události Royal Rumble.
Jacob Fatu je synem bývalého wrestlera Sama Fatua (The Tonga Kid), synovcem Rikishiho a bratrancem dalších známých wrestlerů, včetně Jimmyho a Jeye Usa, Solo Sikoa a Romana Reignse. Je známý svým dominantním stylem v ringu a výraznou fyzickou přítomností. 

## Kariéra

### Začátky (2012–2019)
Jacob Fatu debutoval jako profesionální wrestler v roce 2012 na nezávislé scéně, kde vystupoval především v Kalifornii. Díky svému samojskému původu a propojení s rodinou Anoa’i byl často porovnáván se slavnými příbuznými. Během těchto let působil v různých menších organizacích jako PCW Ultra či All Pro Wrestling a vybudoval si reputaci tvrdého a atletického wrestlera.

### Major League Wrestling (2019–2024)
V roce 2019 podepsal smlouvu s organizací Major League Wrestling (MLW), kde se brzy stal jednou z hlavních hvězd. Dne 6. července 2019 porazil Toma Lawlora a stal se MLW World Heavyweight šampionem, přičemž titul držel 819 dní, což je nejdelší období v historii společnosti. V MLW působil až do roku 2024, kdy oznámil svůj odchod.

### New Japan Pro-Wrestling (2024)
Jacob Fatu debutoval v NJPW 13. ledna 2024 na akci Battle in the Valley, kde po boku Shoty Umina a Freda Rossera porazil Team Filthy (Tom Lawlor, Jorel Nelson a Royce Isaacs).

### WWE (2024–současnost)
Jacob Fatu podepsal smlouvu s WWE v dubnu 2024 a debutoval 21. června ve SmackDownu, kde zaútočil na Randyho Ortona, Kevina Owense a Codyho Rhodese, čímž se připojil k frakci The Bloodline vedené Solem Sikoou.
V ringu debutoval na Money in the Bank (6. července), kde po boku Sikoy a Tama Tongy porazil Rhodese, Ortona a Owense. V srpnu vyhrál s Tama Tongou WWE Tag Team Championship, ale titul později předal Tonga Loovi, aby mohl působit jako Sikoův „osobní ochránce“.
Na Bad Blood společne se Sikoouu prohrál s Reignsem a Rhodesem, ale na Crown Jewel porazil po boku Sikoy a Tongy původní Bloodline. V listopadu se zúčastnil zápasu WarGames na Survivor Series, kde jejich tým prohrál.
V lednu 2025 zahájil feud s Braunem Strowmanem, který ukončil výhrou v Last Man Standing zápase v dubnu. Tím si zajistil titulový zápas o United States Championship na WrestleManii 41, kde porazil LA Knighta a získal svůj první individuální titul ve WWE. Na Backlash následně úspěšně obhájil v zápase proti Knightovi, Priestovi a McIntyreovi za pomoci debutujícího JC Matea.

## Osobní život
Jeho mladší bratr Journey, je také profesionální wrestler. Fatu byl ve svých 18 letech zatčen za loupež a přiznává, že sledování svých bratranců Jonathana a Joshuu (The Usos) v televizi ve vězení ho inspirovalo k tomu, aby se stal wrestlerem. Fatu má sedm dětí.

## Úspěchy

### All Pro Wrestling
- APW Universal Heavyweight Championship (1×)
- APW Worldwide Internet Championship (1×)
- APW Tag Team Championship (1×) – s Josefem Samaelem

### DEFY Wrestling
- DEFY Tag Team Championship (1×) – s The Almighty Sheik

### ESPN
- Debut roku (2024)

### International Wrestling Courage
- IWC Heavyweight Championship (1×)

### House of Glory
- House of Glory Heavyweight Championship (1×)

### Phoenix Pro Wrestling
- PPW Heavyweight Championship (1×)

### LIT Wrestling
- LIT Knuck If Ya Buck Championship (1×, první držitel)

### Major League Wrestling
- MLW World Heavyweight Championship (1×)
- MLW National Openweight Championship (1×)
- Battle Riot (2022)

### PCW Ultra
- PCW ULTRA Heavyweight Championship (1×)
- PCW ULTRA Tag Team Championship (1×) – s Brodym Kingem a The Almighty Sheikem

### Pro Wrestling Illustrated
- Faction roku (2024) – s The Bloodline
- Umístění na 20. místě v žebříčku 500 nejlepších singles wrestlerů PWI 500 v roce 2020

### Supreme Pro Wrestling
- SPW Tag Team Championship (1×) – s Journey Fatu

### West Coast Pro Wrestling
- WCPW Heavyweight Championship (1×)

### WWE
- WWE United States Championship (1×, současný držitel)
- WWE Tag Team Championship (1×) – s Tama Tongou